# PLAYGIRL (アルバム)
『PLAYGIRL』（プレイガール）は、日本の歌手・愛内里菜が2004年12月15日にGIZA studioから発売した4枚目のオリジナルアルバムである。

## 解説
- オリジナルアルバムとしては、『A.I.R』以来1年ぶりのアルバムである。
- ブックレットでは、それぞれの楽曲のイメージに合わせて、愛内里菜が13変化している。
- 初回盤のみボーナストラック収録。

## 収録曲
| 全作詞: 愛内里菜。 |                                                       |          |            |           |
| #                  | タイトル                                              | 作詞     | 作曲       | 編曲      |
| 1.                 | 「PLAYGIRL」                                          | 愛内里菜 | 川島だりあ | 尾城九龍  |
| 2.                 | 「START」                                             | 愛内里菜 | 大野愛果   | corin.    |
| 3.                 | 「Boom-Boom-Boom」                                    | 愛内里菜 | 大野愛果   | corin.    |
| 4.                 | 「STEP UP!」                                          | 愛内里菜 | 大野愛果   | 小澤正澄  |
| 5.                 | 「CONTROL ME,RESCUE ME」                              | 愛内里菜 | 綿貫正顕   | 齋藤真也  |
| 6.                 | 「wonderful danger」                                  | 愛内里菜 | corin.     | AKIRA     |
| 7.                 | 「LOVE-FORMATION」                                    | 愛内里菜 | 輝門       | 林良      |
| 8.                 | 「NEVERENDING WINTER」                                | 愛内里菜 | 川島だりあ | MissTy    |
| 9.                 | 「Dream×Dream」                                       | 愛内里菜 | 徳永暁人   | corin.    |
| 10.                | 「MISS YOU」                                          | 愛内里菜 | 輝門       | 古井弘人  |
| 11.                | 「Seductive Medicine」                                | 愛内里菜 | 岩井勇一郎 | munetoshi |
| 12.                | 「V.I.P」                                             | 愛内里菜 | 綿貫正顕   | 綿貫正顕  |
| 13.                | 「GIRLS PLAY」                                        | 愛内里菜 | 輝門       | 小澤正澄  |
| 14.                | 「Dream×Dream -Love&Wishes Version-」(初回盤のみ収録) | 愛内里菜 | 徳永暁人   |           |

### 楽曲解説
1. PLAYGIRL
日本テレビ系『モータースポーツ』テーマソング。
2. START
17thシングル。よみうりテレビ・日本テレビ系アニメ『名探偵コナン』オープニングテーマ。
3. Boom-Boom-Boom
18thシングル。日本テレビ系『カミングダウト』エンディングテーマ。
日本テレビ系『音楽戦士 MUSIC FIGHTER』オープニングテーマ。
4. STEP UP!
日本テレビ系『スポーツうるぐす』オープニングテーマ。
5. CONTROL ME,RESCUE ME
6. wonderful danger
7. LOVE-FORMATION
毎日放送系『甲子園ボウル』主題歌。
8. NEVERENDING WINTER
9. Dream×Dream
16thシングル。全国東宝系公開劇場版アニメーション映画『名探偵コナン 銀翼の奇術師』主題歌。
10. MISS YOU
11. Seductive Medicine
12. V.I.P
13. GIRLS PLAY
14. Dream×Dream -Love&Wishes Version-
初回盤のみ収録。

## 参加ミュージシャン
- 小澤正澄 - Guitars (#1) , All Instruments & Programming (#4,13)
- 大賀好修 (OOM) - Guitars (#2,3,6)
- 石井裕 - Guitars (#5)
- Yusuke Saito - Guitars (#5)
- 有永浩二 - Guitars (#7)
- 後藤康二 - Guitars (#8)
- 須崎晟大朗 (Bad54) - Guitars (#11)
- 宇徳敬子 - Chorus (全曲)
- 太田伸一郎 (doa)- Chorus (#3)
- LOVE MOTION - Voice (#12)
- 尾城九龍 - Other Instruments & Programming (#1)
- corin. - Other Instruments & Programming (#2,3,9)
- 齋藤真也 - Other Instruments & Programming (#5)
- AKIRA - Other Instruments & Programming (#6)
- 林良 (organs café) - Other Instruments & Programming (#7)
- MissTy - Other Instruments & Programming (#8)
- 古井弘人 (GARNET CROW) - Other Instruments & Programming (#10)
- munetoshi - Other Instruments & Programming (#11)
- 綿貫正顕 - Other Instruments & Programming (#12)